# European Master of Business Sciences
Der integrierte europäische Studiengang, gegründet von europäischen Universitäten (EMBS-Konsortium) mit Unterstützung der EU, berücksichtigt bereits seit 1991 die neuen Anforderungen an die universitäre Ausbildung in Betriebswirtschaftslehre (und auch Volkswirtschaftslehre), die sich aus der Schaffung eines gemeinsamen europäischen Marktes ergeben. Die enge Kooperation zwischen europäischen Universitäten und die gegenseitige Anerkennung von im Ausland abzuleistenden Studienzeiten sowie dort zu erbringenden Studien- und Prüfungsleistungen bieten den Studenten die Möglichkeit, in angemessener Zeit betriebswirtschaftliches (volkswirtschaftliches) Fachwissen mit europäischer Ausrichtung zu erwerben. Das Konzept der integrierten Lehrangebote wird im Rahmen der Zusammenarbeit bestimmter europäischer Hochschulen so gestaltet, dass sich die Absolventen entsprechend den Anforderungen des europäischen Arbeitsmarkts qualifizieren können.
In Deutschland bietet der EMBS die Möglichkeit, neben den hier in Betriebs- bzw. Volkswirtschaftslehre gängigen Diplom-Abschlüssen zusätzlich ohne größeren Aufwand einen internationalen Masterabschluss zu erwerben. Durch die Umstellung von immer mehr Diplom-Abschlüssen auf Bachelor/Master ist eine Umstrukturierung des EMBS gerade für die teilnehmenden deutschen Universitäten in nächster Zeit zu erwarten.

## Zulassungsvoraussetzungen
Als Zugangsvoraussetzung für diesen Studiengang wird gefordert, dass die Bewerber mit ihren Vorexamensresultaten zum oberen Drittel eines Jahrgangs gehören (Teilnehmer müssen „outstanding academic performance“ nachweisen können (Noten des Vordiploms)). Da der EMBS-Studiengang speziell auf die Berufsprofile des gemeinsamen Marktes ausgerichtet ist, öffnen sich den Absolventen günstige Arbeitsmarktchancen.

## Zeitliche Struktur des Studiengangs
- Grundstudium an der Heimathochschule (in D Abschluss mit Vordiplom)
- 1 Jahr Studium an der Gasthochschule
- Abschluss an der Heimathochschule

## Inhaltliche Struktur des Hauptstudiums
Nachweis von 6 Modulen plus Diplomarbeit mit europabezogener Thematik.

## Fächerkanon der am EMBS-Konsortium beteiligten Hochschulen
1. Accountancy
2. Management of Information Systems
3. Economics
4. Finance
5. General and Strategic Management
6. Human Resource Management
7. Marketing
8. Production
9. Quantitative Methods

- Aus den 9 „core areas“ müssen 4 ausgewählt werden, in denen Examen abgelegt werden
- plus Modul „European Affairs“ (kulturelle, historische, sprachliche, juristische, politische und/oder geographische Aspekte der europäischen Frage)
- plus ein „freies“ Modul/Fach, je nach Angebot bzw. Anforderungen der Heimathochschule
- Arbeitsbelastung für jedes Modul 20 ECTS credits bzw. ein Drittel eines Studienjahres
- während des Auslandsjahres müssen zwei der „core areas“ plus das Modul „European Affairs“ abgelegt werden
- Diplomarbeit in Wirtschaftswissenschaften mit Europabezug

## Teilnehmende Universitäten (EMBS-Konsortium)
Eine Teilnahme am EMBS-Studiengang ist an folgenden Universitäten möglich:
- ESC Clermont Business School
- École de management de Normandie
- Montpellier Business School
- Universität Granada
- Universität Alcalá
- Université Jean Moulin Lyon III
- Aston University, Birmingham
- Otto-Friedrich-Universität, Bamberg
- Universität Birmingham
- École Supérieure de Commerce de Brest
- Wirtschaftsakademie Krakau
- Universität Córdoba
- Heriot-Watt University, Edinburgh
- École de management de Normandie
- Universität Mannheim
- Universität von Süddänemark, Odense
- Universität Pavia
- Universität Reading
- Universität Regensburg
- Institut d’Etudes Commerciales Supérieure de Strasbourg
- Universität Stuttgart
- University of Wales, Swansea
- Universität Wien

## Weitere Informationen
Abschluss: eigenes EMBS-Abschlusszeugnis, weist die Noten der Core Areas, der Diplomarbeit und eine Gesamtnote (with distinction, with merit, oder falls schlechter: Zeugnis ohne besondere Auszeichnung) aus.